# Sociedad Nacional para el Sufragio de las Mujeres
La Sociedad Nacional para el sufragio de las mujeres (National Society for Women's Suffrage) fue el primer grupo en el Reino Unido defensor del derecho del voto de las mujeres. La organización fue creada el 6 de noviembre de 1867, por Lydia Becker y ayudó a la fundación del movimiento sufragista.
Eliza Wigham, Jane Wigham y algunas de sus amigas crearon una sección en Edimburgo de esta Sociedad Nacional. Eliza y su amiga Agnes McLaren fueron las secretarias.
La sociedad nacional se transformó más adelante en la Unión Nacional de Sociedades de Sufragio Femenino (1897) y la Unión Social y Política de las Mujeres (1903).